# Yongnian
Yongnian (chinesisch 永年縣 / 永年县, Pinyin Yǒngnián Xiàn – „Kreis Yongnian“) ist ein chinesischer Kreis der bezirksfreien Stadt Handan im Süden der Provinz Hebei. Er hat eine Fläche von 906 km² und zählt ca. 957.000 Einwohner (Stand 2017).
Die historische „Shibeikou-Stätte“ (石北口遺址 / 石北口遗址) der neolithischen Yangshao-Kultur, die „Hongji-Brücke“ (弘濟橋 / 弘济桥) im Dorf Dongqiao (東橋村 / 东桥村) und in der östlich gelegene „Stätte der alten Stadt von Yongnian“ (永年城) a, amtlich „Stätte der alten Stadt Guangfu von Yongnian“ (永年廣府城 / 永年广府城) a genannt, stehen seit 2006 auf der Liste der Denkmäler der Volksrepublik China.
In Yongnian wurde der Wushu-Meister der innere Kampfkunst und Begründer des Yang-Stil Taijiquans Yang Luchan geboren. Er hat hier Kampfkunst unterrichtet, bevor er nach Peking ging und unterrichtete später die damals nur wenigen bekannten Kampfkunst des Taijiquans im kaiserlichen Hof der Qing-Kaiser. 

## Trivia
In der Taijiquan-Literatur, insbesondere in den älteren Quellen, finden sich heute noch oft die veraltete Schreibweisen „Yung Nien“ bzw. „Yung-nien“ nach dem früher verbreitete Wade-Giles-Umschriftsystem wieder.
Anmerkung